# Анастази I (Кротоне)
Анастази I је насеље у Италији у округу Кротоне, региону Калабрија.
Према процени из 2011. у насељу је живело 75 становника. Насеље се налази на надморској висини од 38 м.